# 罗德里戈·帕切科·门德斯
罗德里戈·帕切科·门德斯（Rodrigo Pacheco Méndez，2005年4月25日—），墨西哥男子网球运动员。2023年法国网球公开赛青少年男子双打比赛双打冠军得主。

## 青少年生涯
帕切科·门德斯2022年转入职业比赛，主要参加ITF青少年巡回赛，他的青少年世界排名最高到达过第3。他在2022年获得了澳网和法网青少年男单八强。在2023年法国网球公开赛青少年男子双打比赛和来自俄罗斯的选手雅罗斯拉夫·杰明搭档获得了冠军，这是他的首个青少年大满贯双打冠军。
帕切科·门德斯首次参加ATP巡回赛的比赛是在本土举行的2022年洛斯卡沃斯公开赛。在2023年墨西哥公开赛上他收获了一张单打外卡。

## 青少年大满贯决赛

### 单打:1 (冠军)
| 结果 | 日期      | 巡回赛         | 场地 | 搭档            | 对手                                  | 比分     |
| ---- | --------- | -------------- | ---- | --------------- | ------------------------------------- | -------- |
| 胜   | 2023年6月 | 法国网球公开赛 | 泥地 | 雅罗斯拉夫·杰明 | Lorenzo Sciahbasi 加布里埃莱·武尔皮塔 | 6-2, 6-3 |